# Francien Huurman
Francien Huurman (ur. 18 kwietnia 1975 w Pijnacker) – holenderska siatkarka grająca na pozycji środkowej, reprezentantka Holandii. 
W 2007 zdobyła z reprezentacją Holandii złoty medal World Grand Prix, a w 2009 Wicemistrzostwo Europy.

## Kariera
- TVC Amstelveen

## Sukcesy
- Wicemistrzostwo Europy (2009)